# Jamaicas riksvapen
Jamaicas riksvapen är med smärre ändringar detsamma som det vapen som infördes av britterna 1661. På vapenskölden visas ananas som är en av landets viktigaste produkter. Sköldhållarna är två araukaner, den ursprungliga indianbefolkningen.